# Конопковка
Конопковка (укр. Конопківка) — село в Микулинецкой поселковой общине Тернопольском районе Тернопольской области Украины.
Население по переписи 2001 года составляло 688 человек. Занимает площадь 1,633 км². Почтовый индекс — 48122. Телефонный код — 3551.

## История
По состоянию на XVII век являлся присёлком Микулинцев. Предыдущее название — Воля Кривицкая, переименовано по инициативе владельца имения в селе — Яна Конопки.
В 1833 году здесь работал любительский театр которым руководил польский поэт романтического направления Маврикий Гославский.
В селе расположен санаторий «Медоборы».
До 2020 года входило в Теребовлянский район.

## Социальная сфера
Действуют общеобразовательная школа 1 ступ., клуб, библиотека, санаторий «Медоборы», 2 торговые заведения, частная усадьба Ольги Шевчук.